# 明港站
明港站是一个京广铁路上的铁路车站，位于河南省信阳市平桥区明港镇，距北京西站952公里，距广州站1342公里，建于1903年，目前为二等站，目前仅办理货运业务：办理整车、零担货物发到。